# Stuart Hampshire
Sir Stuart Newton Hampshire FBA (1 de octubre de 1914 - 13 de junio de 2004) fue un filósofo, crítico literario y dirigente universitario inglés. Fue uno de los pensadores antirracionalistas de Oxford que dio una nueva dirección al pensamiento moral y político en la era posterior a la Segunda Guerra Mundial.

## Biografía
Hampshire nació en Healing, Lincolnshire, hijo de George Newton Hampshire, comerciante de pescado en la cercana Grimsby. Hampshire fue educado en la Lockers Park School (donde se coincidió con Guy Burgess), el Repton School y el Balliol College de Oxford, donde se matriculó como estudiante de historia. Pero no se limitó a la historia, sino que pasó al estudio de las humanidades y se sumergió en el estudio de la pintura y la literatura. Al estar en el Balliol, su desarrollo intelectual se debió más a sus talentosos contemporáneos que a sus tutores académicos. Habiendo obtenido un título de primera clase, en 1936 fue elegido para una beca del All Souls College, Oxford, donde investigó y enseñó filosofía inicialmente como partidario del positivismo lógico. Participó en un grupo de discusión informal con algunos de los principales filósofos de su época, incluidos JL Austin, HLA Hart e Isaiah Berlin .
En 1940, al estallar la Segunda Guerra Mundial, se alistó en el ejército. Debido a su falta de aptitud física, fue adscrito a un puesto en inteligencia militar cerca de Londres, donde trabajó con colegas de Oxford como Gilbert Ryle y Hugh Trevor-Roper. Sus experiencias como interrogador de oficiales nazis al final de la guerra lo llevaron a insistir en la realidad del mal.
Después de la guerra, trabajó para el gobierno antes de reanudar su carrera en filosofía. Después de 1947 a 1950, enseñó en el University College de Londres y, posteriormente, fue miembro del New College de Oxford. Su estudio sobre Spinoza se publicó por primera vez en 1951. En 1955, regresó al All Souls, como residente y tesorero doméstico.
Su innovador libro Thought and Action (1959) atrajo mucha atención, en particular de su colega novelista de Oxford Iris Murdoch. Proponía una teoría intencionalista de la filosofía de la mente teniendo en cuenta los avances de la psicología. Aunque consideraba que la mayoría de la filosofía continental era vulgar y fraudulenta, Maurice Merleau-Ponty influyó mucho en Hampshire. Insistió en que la filosofía de la mente "ha sido distorsionada por los filósofos cuando piensan en las personas sólo como observadores pasivos y no como agentes autónomos". En sus libros posteriores, Hampshire trató de cambiar la filosofía moral de su enfoque basado en las propiedades lógicas de los enunciados morales a lo que él consideraba la cuestión crucial de los problemas morales que se nos presentan como agentes prácticos.
En 1960, Stuart Hampshire fue elegido miembro de la Academia Británica y se convirtió en Profesor Grote de Filosofía de la Mente y Lógica en el University College de Londres, sucediendo a AJ Ayer. Su reputación internacional estaba creciendo y de 1963 a 1970 presidió el departamento de filosofía en la Universidad de Princeton, al que felizmente había escapado de la atmósfera austera de Londres en la que su estilo mandarín, transmitido con un acento susurrante, no era adecuado, como lo insinuó Ayer en sus memorias. En 1970, regresó a Oxford como director del Wadham College de Oxford. Sus puntos de vista liberales y socialistas fueron evidentes cuando Wadham estuvo en el primer grupo de colleges de Oxford solo para hombres que admitieron mujeres en 1974. Hampshire consideraba que su cargo de director era uno de sus logros más importantes para revitalizar el prestigio de la universidad. Fue nombrado caballero en 1979 y se retiró de Wadham en 1984, cuando aceptó una cátedra en la Universidad de Stanford.
Su último libro, Justice Is Conflict (1999), inauguró la serie Princeton Monographs in Philosophy .
Stuart Hampshire escribió extensamente sobre literatura y otros temas para el Times Literary Supplement y la New York Review of Books, entre otros. Fue director del panel literario del Arts Council durante muchos años. En 1965-6, fue seleccionado por el gobierno del Reino Unido para realizar una revisión de la eficacia del GCHQ.
Se casó con su primera esposa, Renée Ayer, exesposa del filósofo AJ Ayer, en 1961. Ella murió en 1980, y en 1985 se casó con Nancy Cartwright, quien entonces era su colega en Stanford y después fue profesora de Filosofía en la Universidad de Durham y en la Universidad de California, San Diego.

## Publicaciones
- Hampshire, Stuart (1951). Spinoza. Harmondsworth, Middlesex: Pelican Books. OCLC 4248345.
- Hampshire, Stuart (1956). Age of reason: the 17th century philosophers. New York: New American Library. OCLC 552805. (The Mentor Philosophers.)
- Hampshire, Stuart (1960). Spinoza and the idea of freedom. London: Oxford University Press. OCLC 71768261.
- Hampshire, Stuart (1962). Feeling and expression. London: H.K. Lewis. OCLC 36870104. (An inaugural lecture delivered at University College, London, 25 October 1960.)
- Hampshire, Stuart (1975). Freedom of the individual. Princeton, New Jersey: Princeton University Press. ISBN 9780691019840.
- Hampshire, Stuart (1970). Thought and action. London: Chatto and Windus. ISBN 9780701107390.
- Hampshire, Stuart (1972). Freedom of mind, and other essays. Oxford: Clarendon Press. ISBN 9780198243830.
- Hampshire, Stuart (1976). Knowledge and the future. Southampton, England: University of Southampton. ISBN 9780854321667. (Gwilym James Memorial Lecture.)
- Hampshire, Stuart (1977). Two theories of morality. Oxford: Published for the British Academy by Oxford University Press. ISBN 9780197259757. (Thank-offering to Britain Fund Lecture.)
- Hampshire, Stuart; Scanlon, T.M.; Williams, Bernard; Nagel, Thomas; Dworkin, Ronald (1978). Public and private morality. Cambridge New York: Cambridge University Press. ISBN 9780521293525.
- Hampshire, Stuart (1982), «Morality and convention»,  en Sen; Williams, Bernard, eds., Utilitarianism and beyond, Cambridge: Cambridge University Press, pp. 145-158, ISBN 9780511611964..
- Hampshire, Stuart (1983). Morality and conflict. Cambridge, Massachusetts: Harvard University Press. ISBN 9780674587328.
- Hampshire, Stuart (1988). Spinoza: an introduction to his philosophical thought. Penguin Philosophy Series. Penguin. ISBN 9780140136562.
- Hampshire, Stuart (1991). Innocence and experience. Cambridge, Massachusetts: Harvard University Press. ISBN 9780674454491.
- Hampshire, Stuart (2000). Justice is conflict. Princeton, New Jersey: Princeton University Press. ISBN 9780691089744.
- Hampshire, Stuart (2005). Spinoza and Spinozism. Oxford New York: Clarendon Press Oxford University Press. ISBN 9780199279548.